# Тёсово-Нетыльское городское поселение
Тёсово-Нетыльское городское поселение — упразднённое с 1 апреля 2014 года муниципальное образование в Новгородском муниципальном районе Новгородской области России.
Крупнейший населённый пункт — рабочий посёлок Тёсово-Нетыльский.
Территория городского поселения расположена на северо-западе Новгородской области, к северу от Великого Новгорода, в районе Тёсовских болот, в которых осуществляется добыча и переработка торфа. По территории муниципального образования проходят пути железнодорожной линии Новолисино — Великий Новгород.
Тёсово-Нетыльское городское поселение было образовано в соответствии с законом Новгородской области от 11 ноября 2005 года № 559-ОЗ. 30 марта 2010 года областным законом № 721-ОЗ Тёсово-Нетыльское городское поселение и Селогорское сельское поселение были преобразованы во вновь образованное муниципальное образование Тёсово-Нетыльское городское поселение с определением административного центра в посёлке Тёсово-Нетыльский. 1 апреля 2014 года бластным законом № 533-ОЗ Тёсово-Нетыльское городское поселение и Тёсовское городское поселение были преобразованы во вновь образованное муниципальное образование Тёсово-Нетыльское сельское поселение с определением административного центра в посёлке Тёсово-Нетыльский.

## Населённые пункты
Тёсово-Нетыльский, Большое Замошье, Вдицко, Глухая Кересть, Горенка, Гузи, Долгово, Кересть, Клепцы, Малое Замошье, Огорелье, Осия, Поддубье, Пятилипы, Радони, Раптица, Село-Гора, Татино, Чауни, Финёв Луг.

## Население
| 2010 | 2012  | 2013  | 2014  |
| ---- | ----- | ----- | ----- |
| 3502 | ↗3687 | ↘3526 | ↗3728 |